# Ramo cadete
Ramo cadete é um termo que, em história e genealogia, designa a linhagem masculina dos descendentes de um filho mais jovem (cadete) de um monarca ou patriarca. Nas dinastias reinantes e nas famílias nobres da maior parte da Europa e da Ásia, os principais ativos familiares — reino, títulos, feudos, propriedades e rendas — são, historicamente, passados do pai para o primogênito (filho homem mais velho), uma regra conhecida como primogenitura agnática. Filhos homens mais novos (cadetes) geralmente herdam menos riqueza e autoridade para depois passarem aos seus próprios descendentes. Como compensação, era uma regra moralmente correta e bastante aplicada que os irmãos primogênitos, após a morte dos pais, cuidassem da educação e formação de seus irmãos e irmãs mais novos, até estes adquirirem autonomia.
Em famílias e culturas na qual não era este o costume ou a lei, como no antigo Sacro Império Romano Germânico, a distribuição igualitária dos ativos da família entre os filhos homens geralmente levava à tamanha fragmentação da herança a ponto de deixar as partes pequenas demais para manterem para os filhos o nível socioeconômico do pai. Além disso, era muito comum que os irmãos e seus respectivos descendentes brigassem sobre a divisão das partes, muitas vezes levando à separações permanentes ou à guerra aberta. Apesar de a primogenitura agnática ter se tornado uma forma comum de evitar esses efeitos, a diminuição dos conflitos se deu às custas dos filhos mais jovens e de seus descendentes. Tanto antes quando depois da adoção da primogenitura, os irmãos mais novos tentavam influenciar o pai para que fossem escolhidos como herdeiros, usurpando o direito do primogênito (o caso mais famoso é o de Esaú e Jacó).

## Apanágio
Nas regiões da Europa onde a primogenitura era o costume, os filhos cadetes geralmente tinham o direito de receber um apanágio como patrimônio, sempre algo muito menor do que a herança do primogênito. Geralmente, especialmente fora da Alemanha, o ramo cadete era automaticamente subordinado à linhagem mais velha como vassalo ou súdito.
Muitas vezes, porém, um ou mais filhos mais novos eram encorajados a seguir a carreira clerical, renunciando assim a todos os direitos de herança. Outro costume comum era incentivar os filhos mais novos a seguirem uma carreira militar como oficial (como o príncipe Eugênio de Saboia) ou a seguirem uma carreira como funcionários da administração ou da corte do monarca.

## Status
Nestes casos, a responsabilidade principal de promover o prestígio, fortuna e crescimento da família recaía sobre o ramo sênior. Do cadete, que tinha menos riqueza, não se esperava que produzisse uma família e se ele escolhesse fazê-lo, esperava-se que seus membros mantivessem o status social da família evitando a derrogação. Por outro lado, os membros do ramo júnior podiam se dedicar a funções que, no caso do ramo sênior, poderiam ser vistos como degradantes, como a emigração para o reino de um outro soberano, o comércio ou a dedicação ao direito, às universidades ou ao serviço público.
Em alguns casos, ramos cadetes chegavam em algum momento a herdar a coroa da linhagem sênior, como foi o caso dos condes de Vendôme, que eram Bourbons, no trono da França (depois da guerra civil) em 1593; a Casa de Saboia-Carignan ascendeu ao trono dos reinos da Sardenha (1831) e Itália (1861); os condes palatinos de Zweibrücken conseguiram o Eleitorado Palatino (1799) e o Reino da Baviera (1806); e, finalmente, um duque de Nassau reassumiu a soberania do Grão-Ducado de Luxemburgo (1890).
Em outros, um ramo cadete chega a eclipsar linhagens mais sêniores em status e em poder, como é o caso dos reis da Prússia e imperadores germânicos, que eram júniores por primogenitura em relação aos condes e príncipes Hohenzollern e os eleitores do Reino da Saxônia, um ramo mais júnior da Casa de Wettin do que grão-duques de Saxe-Weimar. Um ramo ainda mais júnior dos Wettins, liderado pelos monarcas do pequeno Ducado de Saxe-Coburgo e Gotha, iriam, por diplomacia ou casamentos nos séculos XIX e XX, obter as coroas reais de, sucessivamente, Bélgica, Portugal, Bulgária e dos reinos da Commonwealth. Além disso, o casamento com herdeiros cadetes das casas de Oldenburg (Holstein-Gottorp), Polignac e Bourbon-Parma os levaram patrilinearmente aos tronos da Rússia, Mônaco e Luxemburgo respectivamente. A Casa Real Holandesa foi, em épocas diferentes, um ramo cadete de Mecklenburg e Lippe(-Biesterfeld). Nos reinos da Commonwealth, príncipe Filipe, duque de Edinburgo e seus descendentes masculinos são membros cadetes da Casa de Glücksburg.
Por outro lado, é possível que ramos cadetes percam status, seja pela riqueza diminuída ou pela distância genealógica da linhagem reinante. É este o caso do ramo capetiano dos príncipes de Courtenay, cujo último herdeiro masculino morreu em 1730 sem jamais terem sido reconhecidos pela coroa francesa como princes du sang apesar de sua indubitável — e muito distante — descendência patrilinear do rei Luís VI da França. Da mesma forma, os príncipes de Ottajano, uma ramo ainda existente da Casa de Medici elegível a herdar o Grão-Ducado da Toscana quando o último herdeiro homem da linhagem sênior morreu em 1737, acabaram sendo desprezados pela intervenção dos grandes poderes europeus da época, que designaram o título a outra família. Embora os Romanovs, que conseguiram o trono russo em 1613 através de seu parentesco por casamento com um tsar (Ivã, o Terrível), serem descendentes de Rurik, o monarca fundador da dinastia no século IX, quando, em 1880, o tsar Alexandre II se casou com Catarina Dolgorukov, uma princesa ruríquida, o casamento e seus descendentes foram considerados morganáticos.